# Beurré Durondeau
La Beurré Durondeau est une variété de poire, de type « beurré », obtenue en Belgique, au début du XIXe siècle.

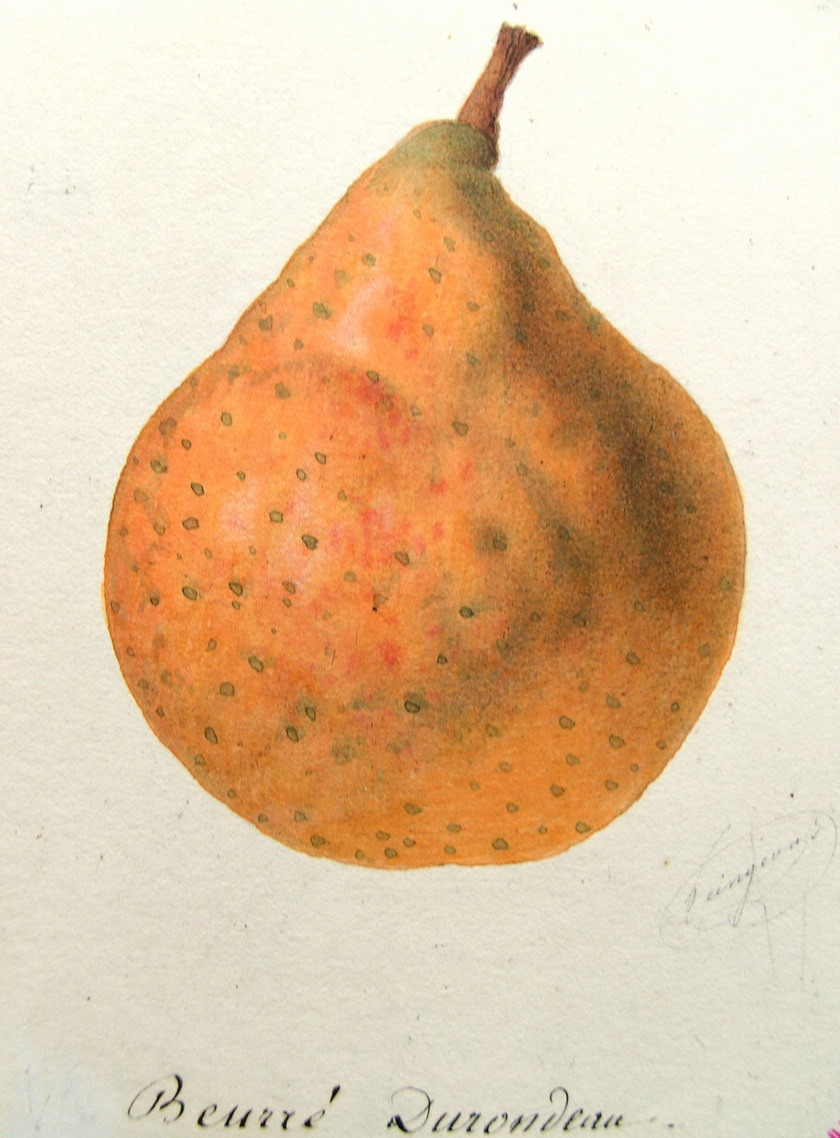
Beurré Durondeau.

## Synonymes
- Durondeau ;
- De Tongre[1].

## Origine
Charles Louis Durondeau a obtenu cette poire en 1811, à Tongre-Saint-Martin, près de Tournai, en Belgique.

## Arbre
C'est un arbre de vigueur moyenne ; sa production se révèle abondante en conduite pyramidale.
Résistante à la tavelure (Venturia pyrina) et au feu bactérien (Erwinia amylovora), cette variété est appréciée dans le Nord de la France et en Belgique.

## Fruit
Le code PLU du fruit est 3018.

### Forme et calibre
Les fruits vont de moyens à très gros ; ils sont souvent bosselés.

### références
1. 1 2  Sur Lescrets pomologie.
2. ↑  Alphonse Mas, Le verger, Tome 3b, 1867.
3. ↑  Voir la tavelure du poirier.
4. ↑  Lire sa biographie en ligne.
5. ↑  Tome 1, lire en ligne.
6. ↑  Lire en ligne.
7. ↑  Lire en ligne les extraits de 1938 à 1964.